# Нормандская архитектура
Нормандская архитектура (англ. Norman architecture, фр. Architecture romane normande) — разновидность стиля романской архитектуры, получившая распространение в XI и XII веках на землях завоёванных нормандцами или на тех территориях, которые находились под их влиянием. В частности, этот термин традиционно используется для обозначения английской романской архитектуры. После вторжения в Англию герцога Вильгельма I Завоевателя нормандцы возвели на острове много замков и укреплений, а также монастырей, аббатств, церквей и соборов в особом стиле. В частности его отличали округлые арки (особенно над окнами и дверными проёмами) и узнаваемые пропорции.

## История

### Вторжения викингов
Викинги нападали на территорию современной Франции ещё в IX веке. Но в 911 году они перешли от набегов к планомерным завоеваниям. Высадившись в устье реки Сены, викинги не ограничились набегом, а стали продвигаться вглубь суши. В течение следующего столетия территория, уступленной в итоге франкскими королями викингам (при условии их перехода от язычества к христианству), получила название Нормандия (от слова «норманны»). Нормандские бароны начали активно строить укреплённые замки. Сначала деревянные, в стиле Мотт и бейли, а позднее и каменные. Одновременно началось строительство храмов в романском стиле. После 950 года выходцы из Нормандии всё чаще совершали путешествия с торговыми или завоевательными целями в новые земли. Всё это приводило к росту влияния нормандской культуры, а следовательно отражалось и в искусстве, и в архитектуре.

### Первые здания

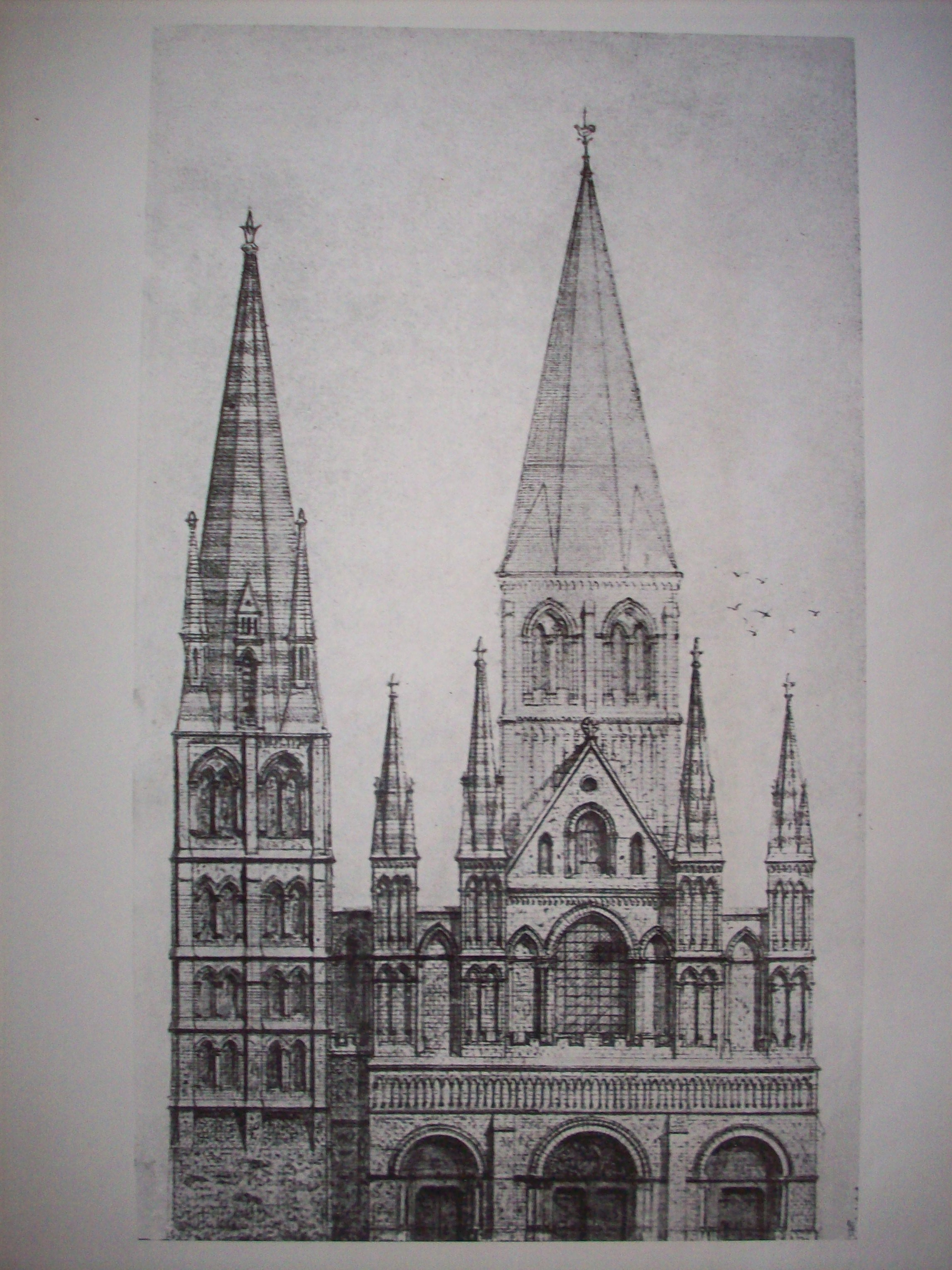
Фасад кафедрального собора в Руане

Первые образцы стиля встречаются в Нормандии в X веке. Позднее он получил широкое распространение в северо-западной Европе, особенно в Англии, где сохранилось наибольшее количество образцов. Сначала в Нормандии возникли здания в стиле раннехристианской базилики. Первоначально продольные с боковыми проходами и апсидой, а затем с башнями, как в церкви Сент-Этьен-ле-Вё в Кане, построенной в 1067 году. В конечном итоге такие сооружения стали образцом для более крупных английских соборов в последующие десятилетия.
Примерно в то же время последовало Нормандское завоевание Южной Италии. Разумеется, на юге Апеннинского полуострова и в Сицилии также началось строительство зданий и сооружений в узнаваемом стиле. Правда, здесь ощущалось византийские и сарацинские влияние.
Само использование термина «нормандская архитектура» началось только в XIX веке. Вероятно, первым его употребил Томас Рикман в своей работе 1817 года: «Попытка различить стили английской архитектуры от Завоевания до Реформации». В этой книге автор использовал слово «нормандский» наравне с «раннеанглийским».

### Распространение стиля в Англии, Шотландии и Ирландии
В Англии представители норманнской знати и епископы имели серьёзное влияние ещё до нормандского завоевания 1066 года. Это нашло отражение в поздней англосаксонской архитектуре. Английский король Эдуард Исповедник вырос в Нормандии и в 1042 году привлёк на остров каменщиков с континента для работы над первым комплексом романских зданий в Англии — Вестминстерским аббатством. В 1051 году этот монарх пригласил в Англию нормандских рыцарей, которые начали строить замки для защиты от нападений валлийцев. После вторжения Вильгельма I Завоевателя нормандцы быстро развернули массовое строительство замков, церквей, аббатств и крепостей в знакомом для себя стиле.

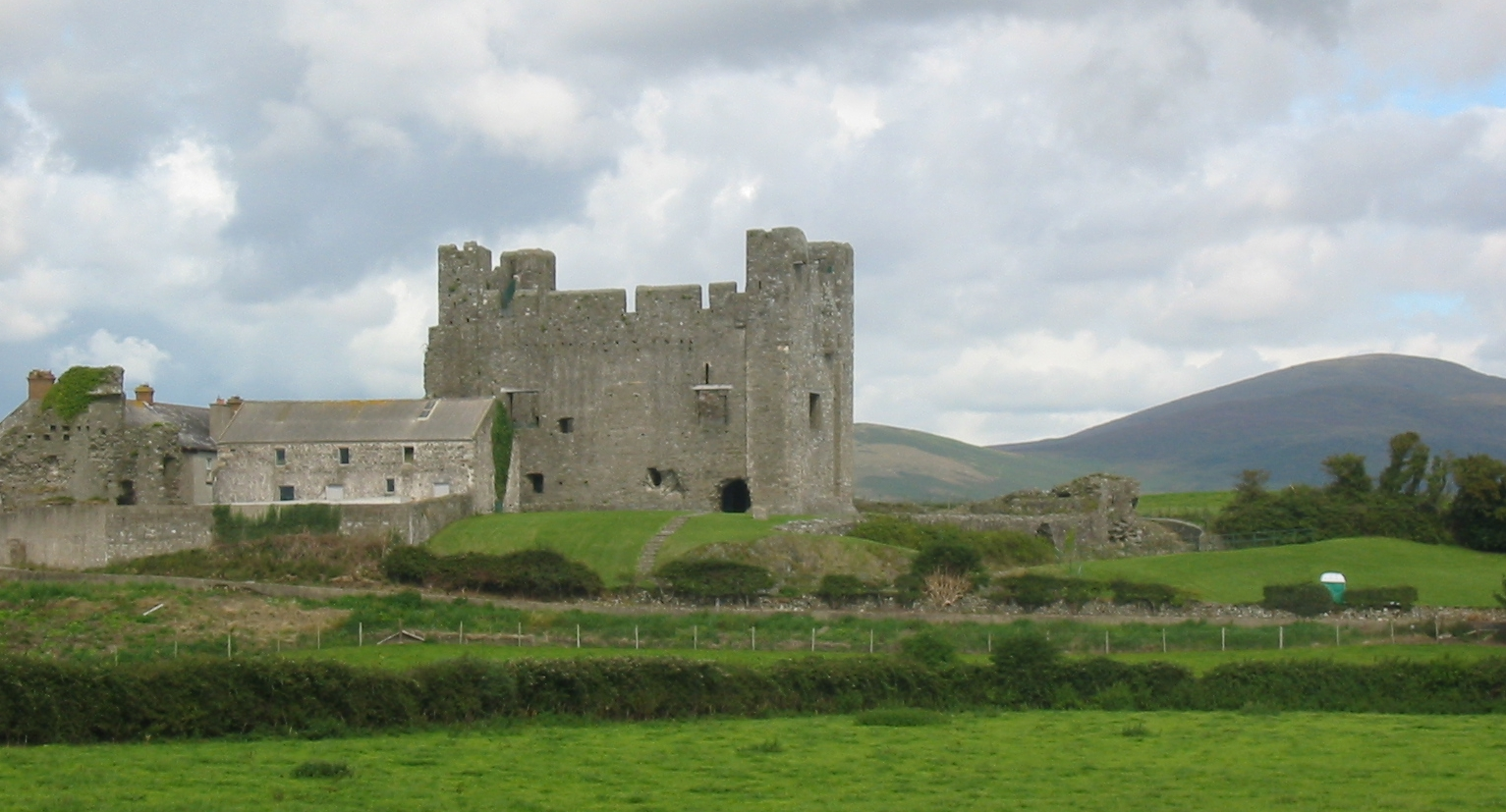
Гринкасл (замок, Великобритания)

Религиозные сооружения отличались массивными пропорциями, простой геометрией и скромным использованием дополнительных украшений. Повсеместно встречались особые арки. «Нормандская арка» обрела узнаваемую плавность форм. Крестообразные церкви часто имели глубокие алтари и квадратную башню, которая осталась особенностью английской церковной архитектуры. В короткий срок были построены сотни церквей, а также началось строительство огромных соборов.
После крупного пожара в Кентерберийском соборе в 1174 году нормандские каменщики восстанавливали комплекс уже в обретавшем популярность новом готическом стиле. Около 1191 года Уэлский собор и собор Линкольна также были перестроены в готическом стиле. И нормандский стиль всё больше оставался скромным образцом провинциального строительства.
Шотландия также попала под раннее нормандское влияние. Представители нормандской знати проживали при дворе короля Макбета ещё с 1050 года. Его преемник Малькольм III сверг Макбета с помощью англичан и нормандцев, что усилило позиции пришельцев в Шотландии. А Маргарет, супруга Малькольма III, поддержала строительство церквей в новом стиле. При её поддержке в ту же эпоху Бенедиктинский орден основал монастырь в Данфермлине.
Нормандцы впервые высадились в Ирландии в 1169 году. Они сразу начали возводить свои замки. Например, Хью де Лейси построил замок на месте современного замка Трим в графстве Мит. Впоследствии Де Ласи возвёл каменную крепость, которую ирландцы, несмотря на многочисленные попытки, так и не смогли взять штурмом. В период между 1177 и 1310 годами были построены несколько крупных нормандских замков в Ирландии, в частности, Свордс и Дублинский замок.

### Распространение стиля в Италии

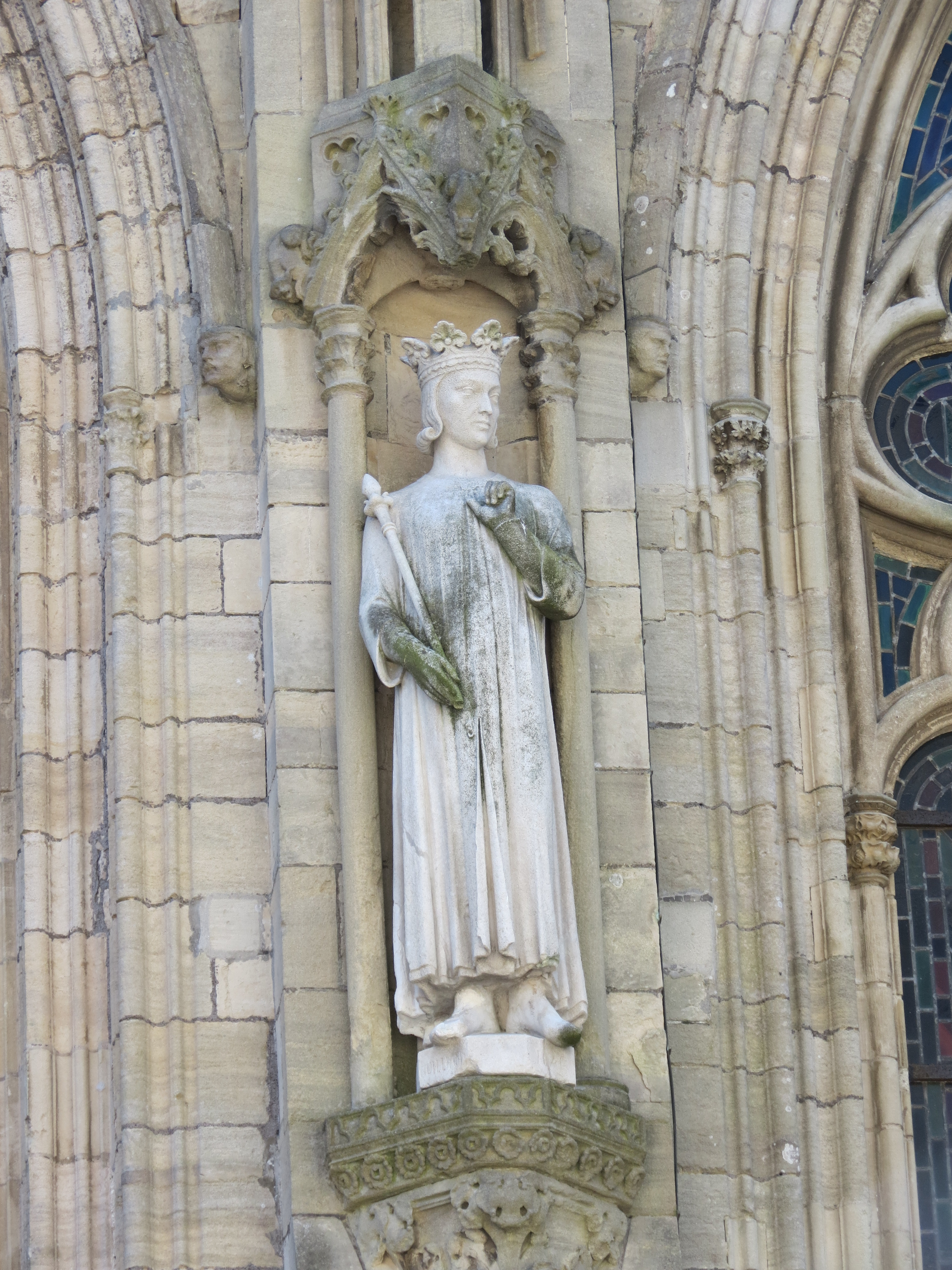
Статуя Вильгельма I Апулийского

Нормандское завоевание Южной Италии положило началу строительства захватчиками зданий в знакомом им стиле. Ещё в 1045 году в Калабрии граф Вильгельм I Апулийский построил первую крепость. После смерти герцога Роберта Гвискара в 1085 году Меццоджорно (южная часть Апеннинского полуострова) пережил серию гражданских войн и оказался во власти враждующих князей. Восстания продолжались вплоть до XII века. Бароны стремились добиться максимальной автономии от герцогской или королевской власти, а для этого строили неприступные замки. В регионе Молизе нормандцы приступили к самой обширной программе строительства крепостей. Мастерство местных камнетёсов и крупные материальные вложения позволили возводить впечатляющие сооружения. Некоторые своим величием даже напоминали древнеримские объекты.
Помимо замков нормандцы построили несколько религиозных зданий, которые сохранились до сих пор. Они воздвигли собор в Монте-Сант-Анджело и построили мавзолей династии Готвилей в Веноза. Также было основано много новых монастырей, в том числе знаменитое аббатство в Ламеция-Терме. Другим примером является часовня Собора святого Павла в Аверсе.
Примерно с 1070 до 1200 года нормандцы властвовали в Сицилии. С той поры остались такие архитектурные объекты в нормандском стиле, как собор в Монреале и Палатинская капелла в Палермо (построена в 1130 году). В более позднюю норманнскую эпоху Сицилии можно обнаружить влияние ранней готики, например, в соборе в Мессине, освященном в 1197 году.

### Нормандская архитектура Мальты
После норманнского завоевания в 1091 году на Мальте было построено несколько каменных сооружений. К сожалению, большинство из них впоследствии оказались снесены или полностью перестроены (особенно после землетрясения 1693 года, погубившее многие старые постройки). Однако часть объектов сохранилась, в частности, в Мдине и Биргу.

## Особенности стиля
Важным элементом стиля является нормандская арка. Это во многом определяющая особенность нормандской архитектуры. Крупные арки вызывали чувство благоговения и очень часто создавались при входе в большие религиозные здания. Сами арки имели полукруглую форму. Ранние образцы отличались простыми краями, но позднее получили развитие более сложные формы. Арки поддерживались массивными колоннами, чаще гладкими, но иногда использовался спиральный орнамент. Изредка встречаются колонны квадратного сечения. Главные дверные проёмы могли иметь целую череду отступающих полукруглых арок. Часто их украшали лепниной. Иногда вокруг размещались скульптурные композиции на библейские темы. Нормандские окна в основном небольшие и узкие, как правило, однопроёмные. Но иногда, особенно в колокольнях, встречались разделённые колонной на два проёма .

## Сохранившиеся образцы
Следует иметь в виду, что практически все сооружения впоследствии не раз реконструировались и подчас неузнаваемо меняли свой изначальный облик.

### Англия

#### Соборы и церкви

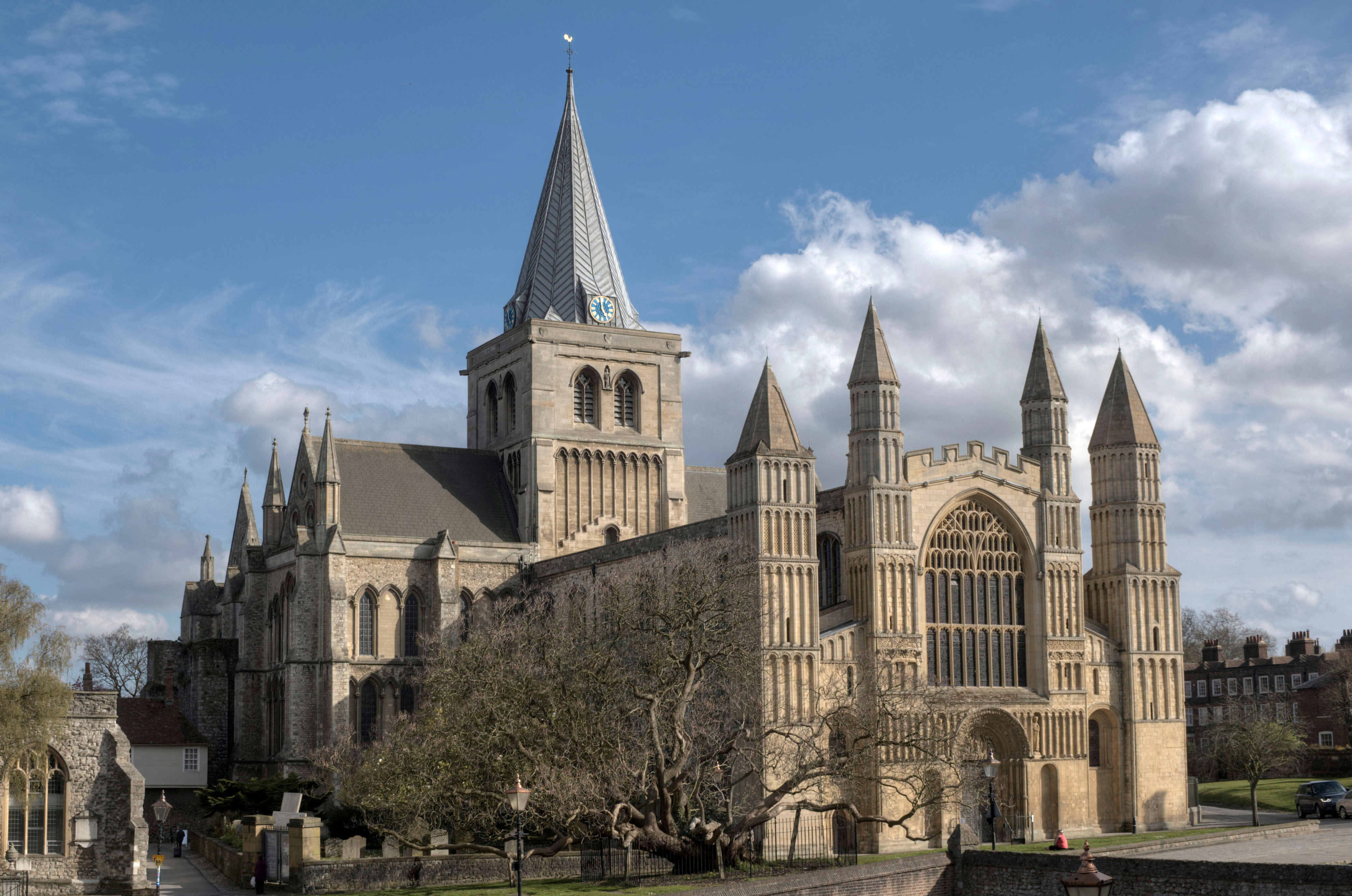
Кафедральный собор в Рочестере

- Оксфордский замок (1074 год) c мощной каменной башней.
- Капелла Святого Иоанна[англ.] (около 1078 года) в лондонском Тауэре.
- Даремский собор (1093 год). Это первое здание, в котором использовалась система крестообразных сводов[англ.] с остроконечными арками.
- Уинчестерский собор (1079 год).
- Собор Или (1083—1109 годы).
- Собор в Питерборо (после 1118 года).
- Саутвеллский собор (после 1108 года).
- Нориджский собор (1096—1145).
- Церковь Святого Эдуарда (XI век).
- Аббатство Святого Иоанна[англ.] в Колчестере (1096 год).
- Церковь Святого Петра[англ.] в Ратленде.

### Замки и крепости
- Белая башня (Лондонский Тауэр)
- Рочестерский замок.
- Замок Норидж.

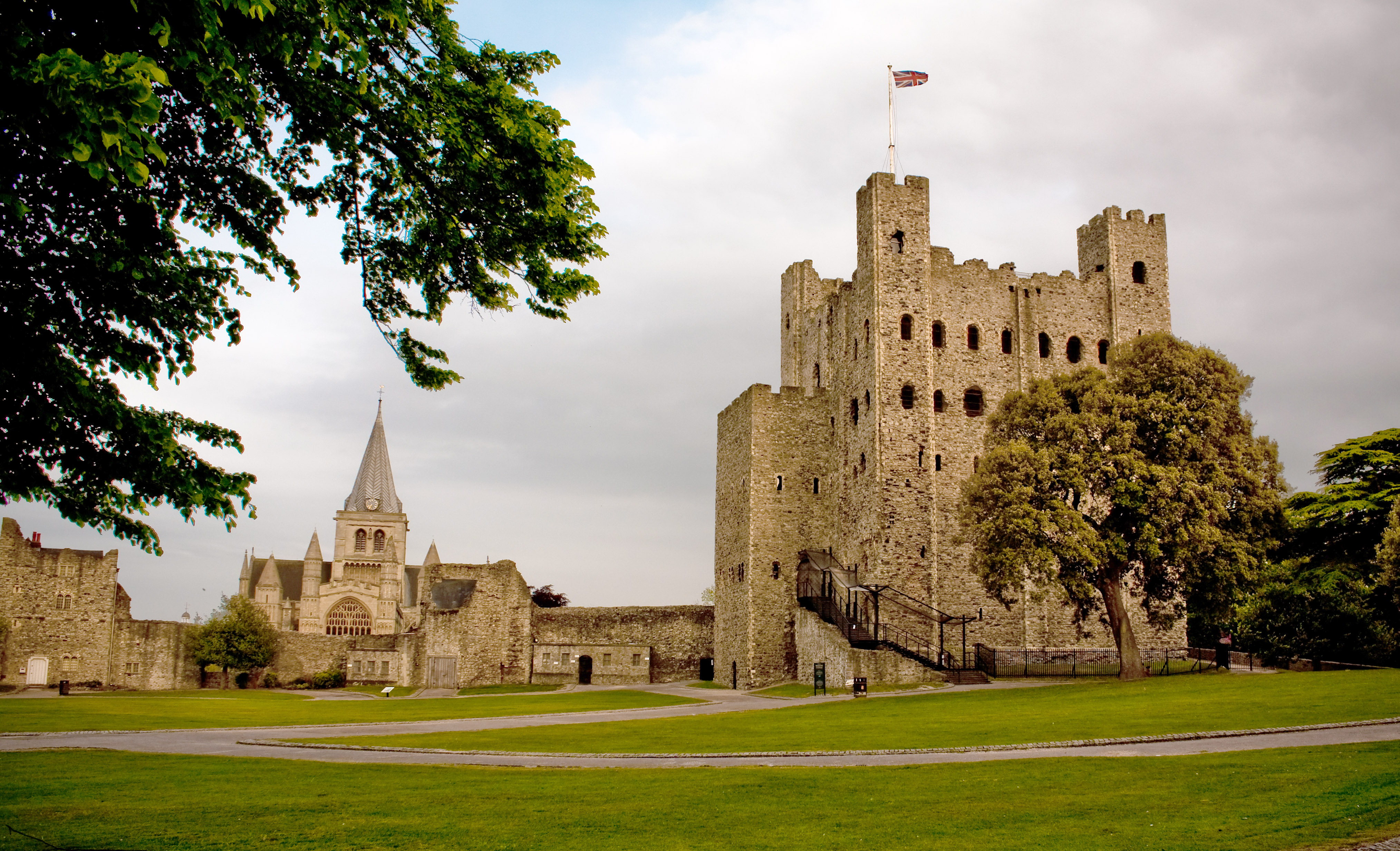
Рочестерский замок

- Колчестерский замок, самый большой нормандский замок и первая каменная крепость в Англии[5].
- Замок Каррикфергус, наиболее хорошо сохранившийся нормандский замок на острове Ирландия. Несмотря на то, что он был капитально отремонтирован, донжон, земляные стены и сторожка сохранились практически в первозданном виде.

## Галерея

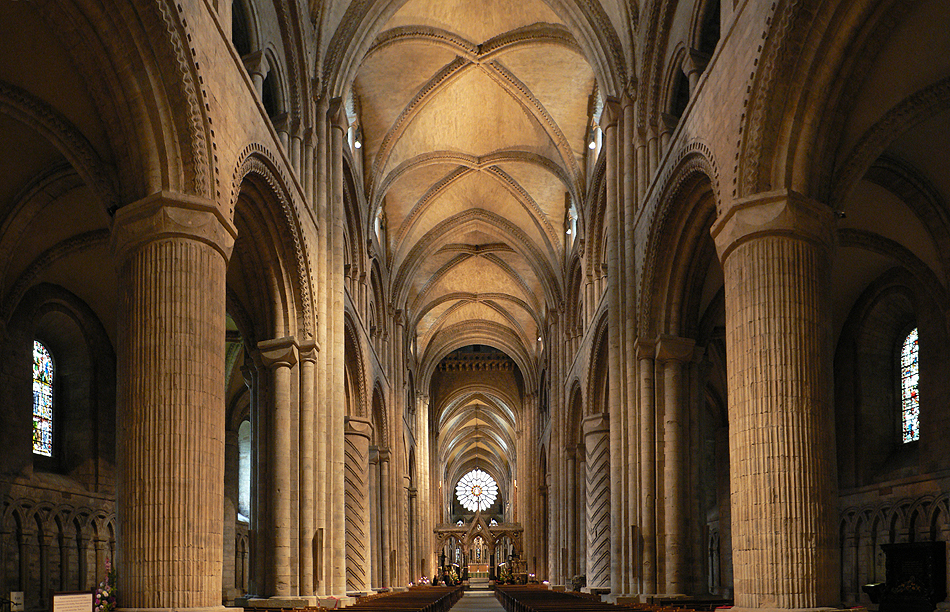
Своды собора в Дареме
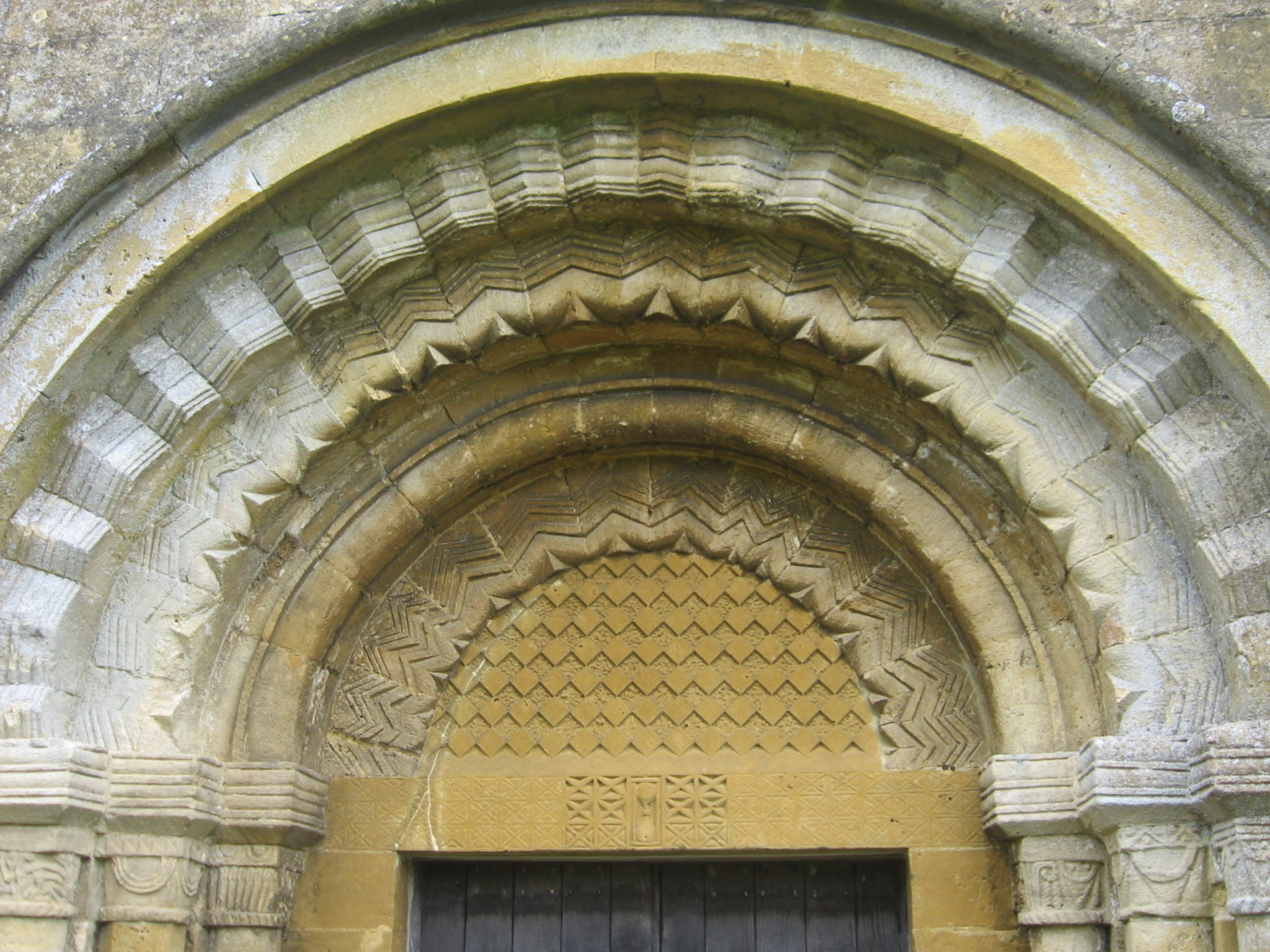
Нормандская арка с лепниной над входом в церковь в Глостершире
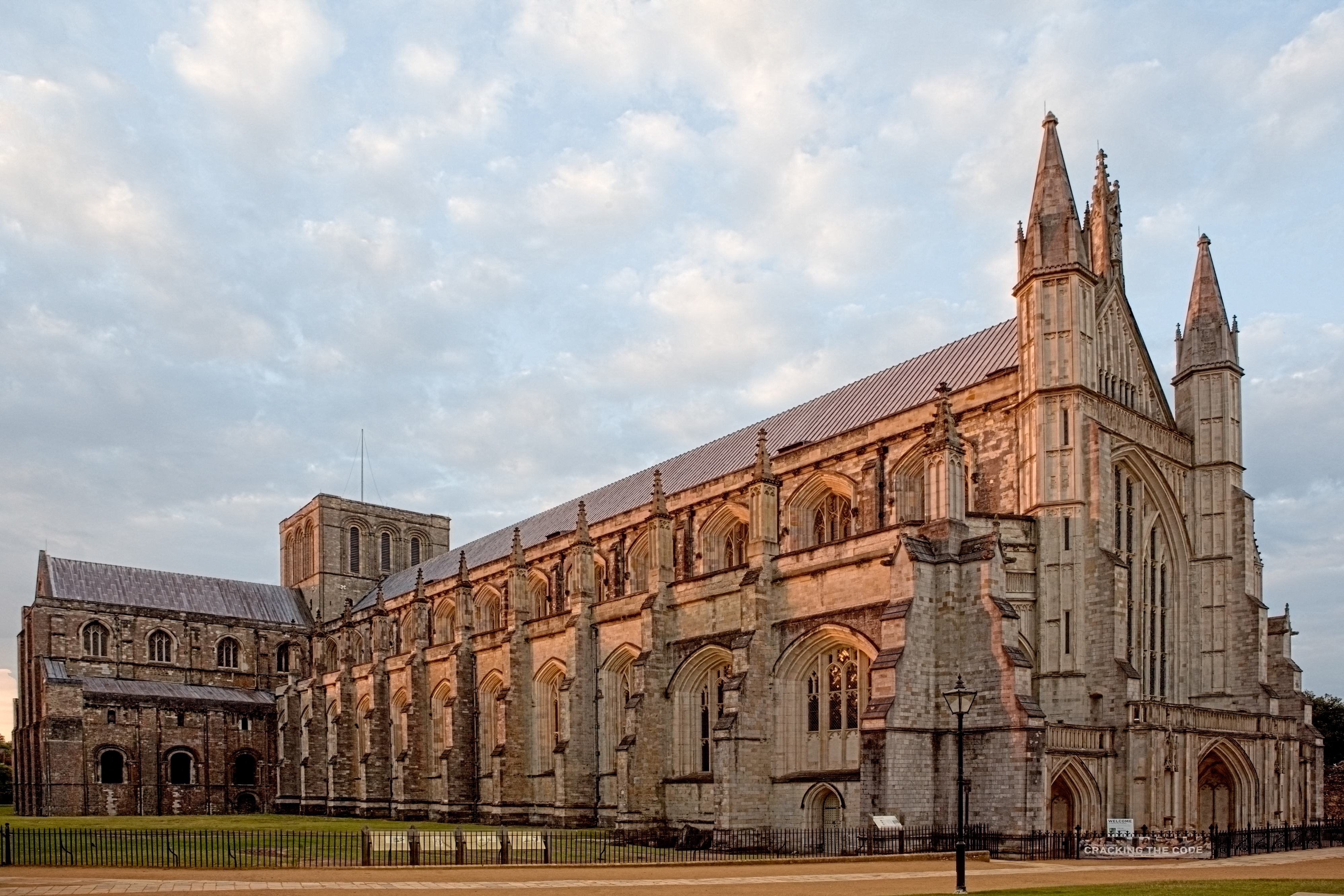
Уинчестерский собор
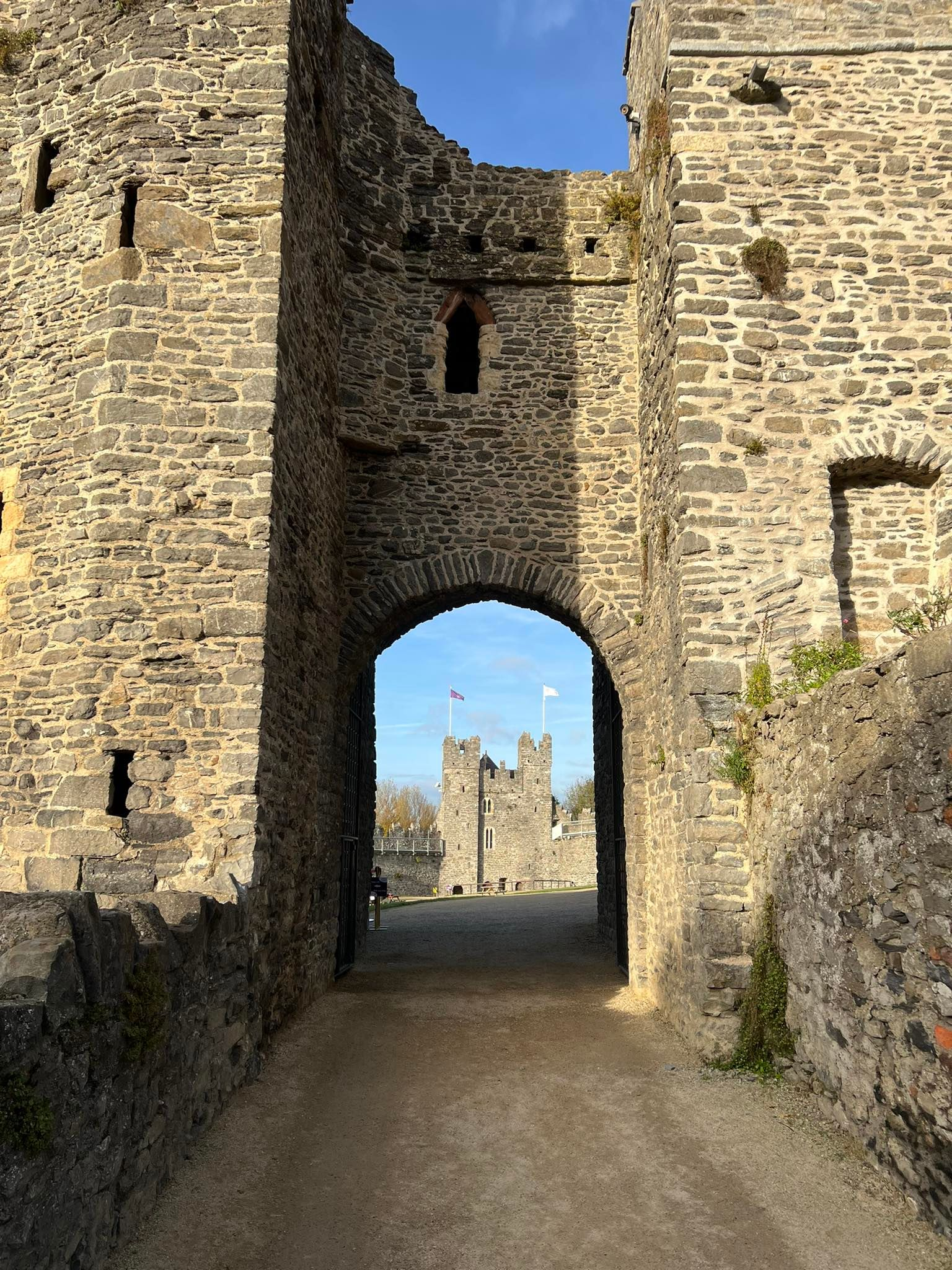
Ворота замка Свордс[англ.] в Ирландии
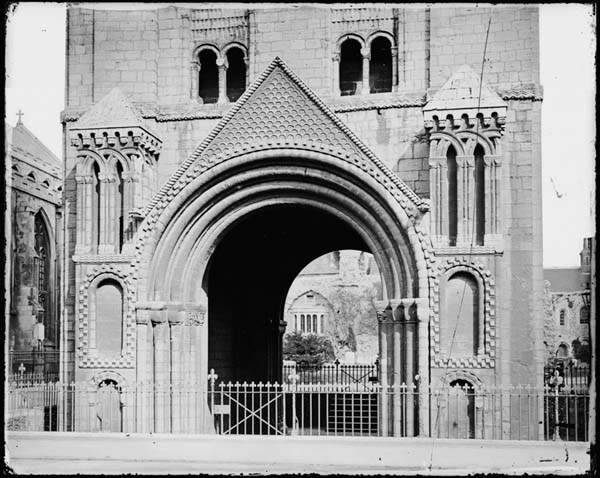
Арка в Бери-Сент-Эдмундс

### Италия

#### Замки, крепости и дворцы

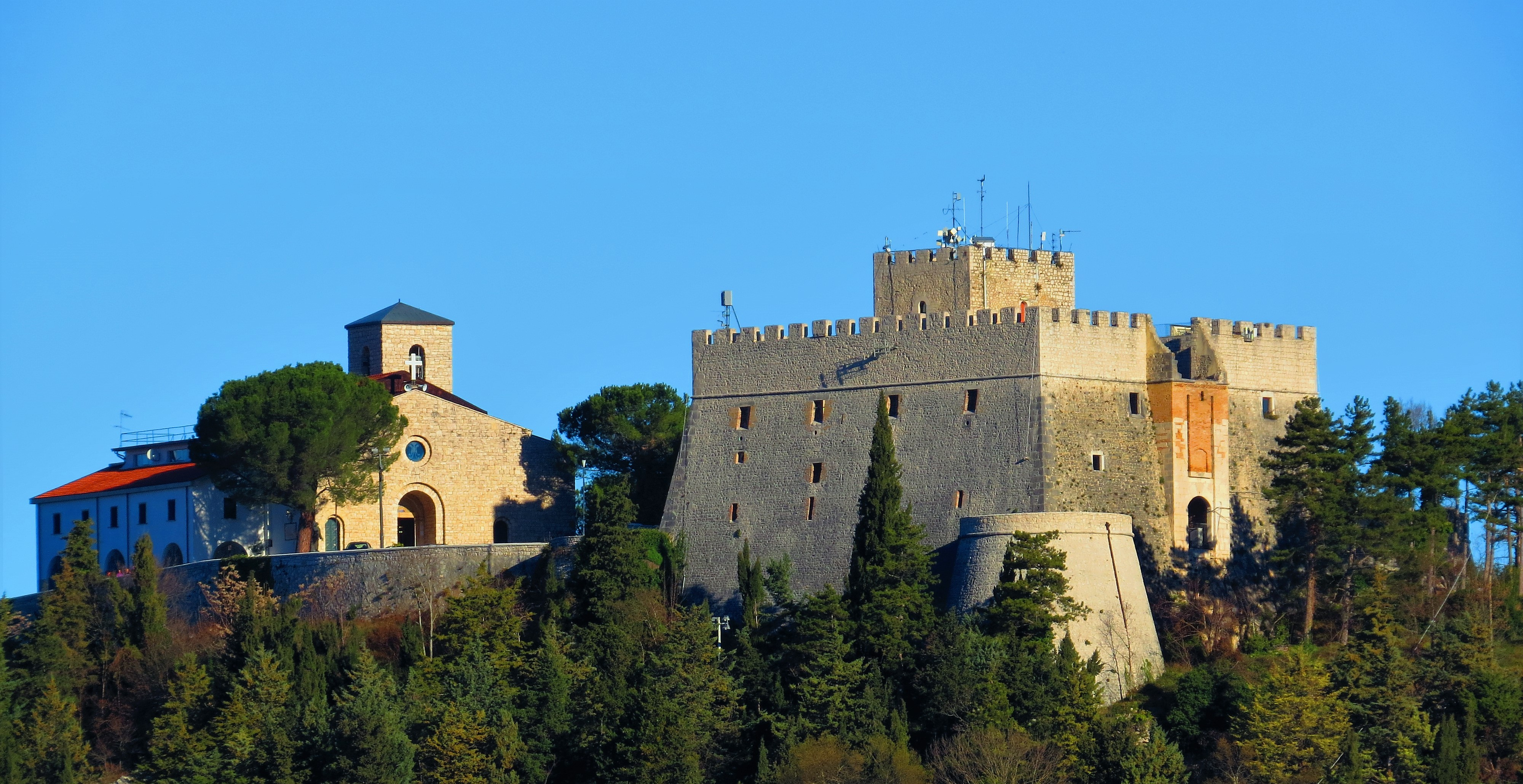
Монфорте (замок, Италия) в Кампобассо

Образцы нормандской архитектуры в Южной Италии:
- Замок в Чирчелло.
- Замок Монфорте[итал.] в Кампобассо.
- Нормандский дворец.
- Вилла Циза.
- Загородный дворец Куба в Палермо.
- Замок Маредольче[итал.].
- Замок Венере[итал.].
- Замок Милаццо[англ.].
- Замок Ачи[итал.].
- Замок Рокка-Калашио.
- Норманнский замок в Стило.

### Религиозные сооружения
- Палатинская капелла в Палермо.
- Кафедральный собор Палермо.

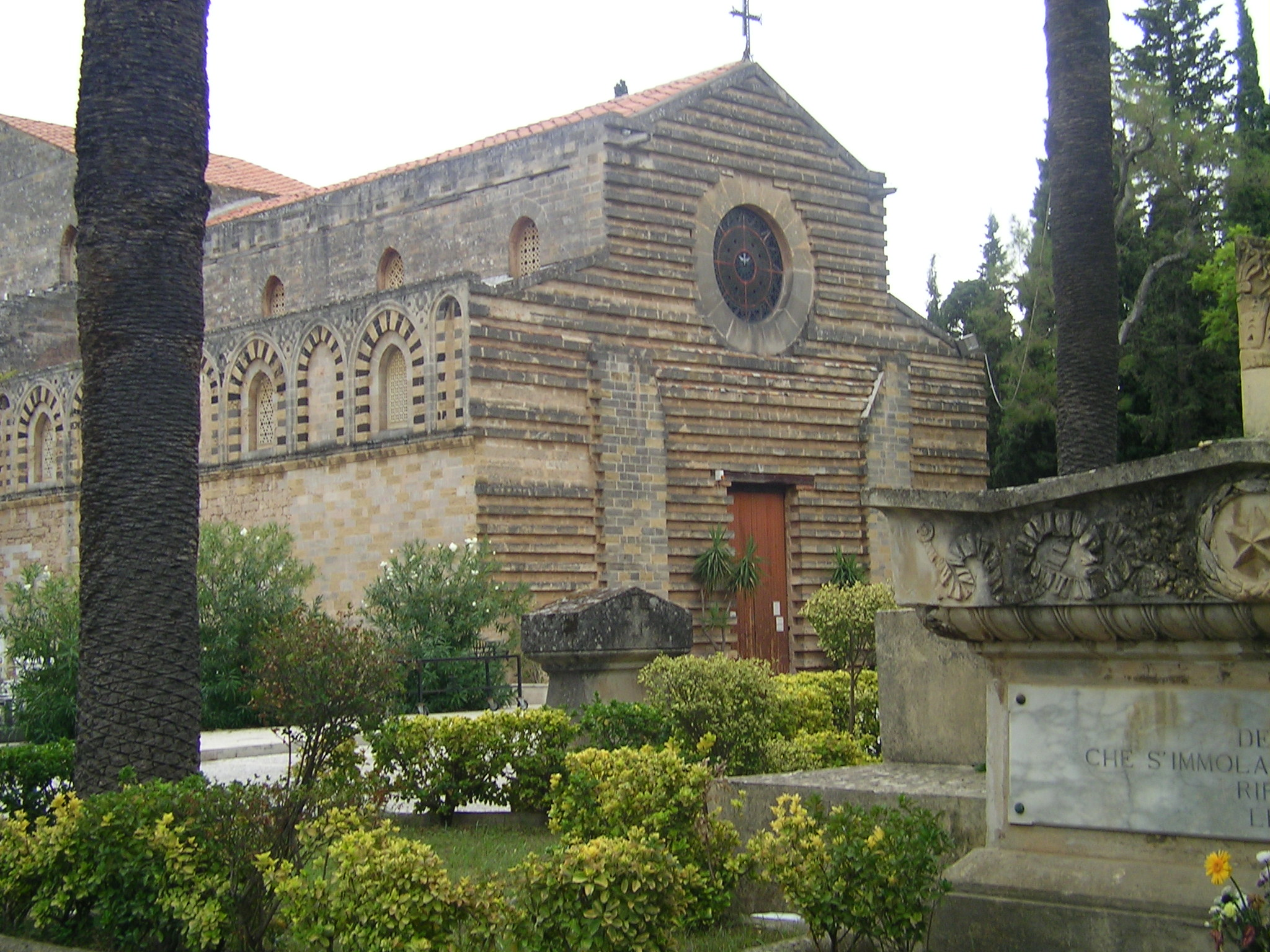
Церковь Святого Духа в Палермо

- Церковь Сан-Джованни-деи-Леббрози.
- Церковь Сан-Джованни-дельи-Эремити.
- Церковь Марторана.
- Церковь Сан-Катальдо.
- Церковь Святого Духа.
- Церковь Ла Маджоне.
- Адмиральский мост.
- Собор Монреале.
- Кафедральный собор Чефалу.
- Собор в Мессине.
- Церковь в Казальвеккьо-Сикуло.
- Церковь в Сан-Фрателло.
- Церковь в Бронте.

## Галерея

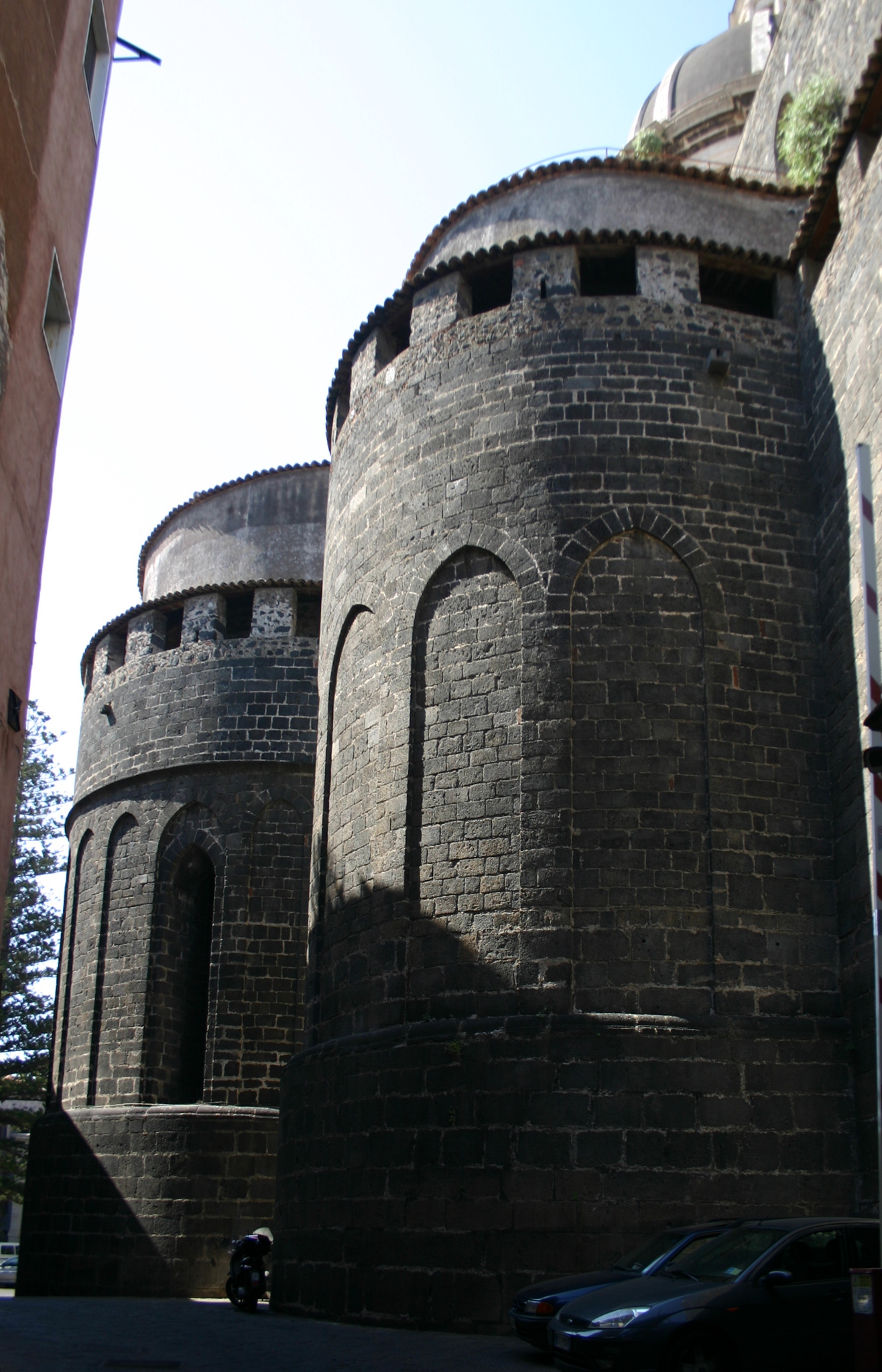
Старейший нормандский собор на Сицилии (1094 год) в Катании
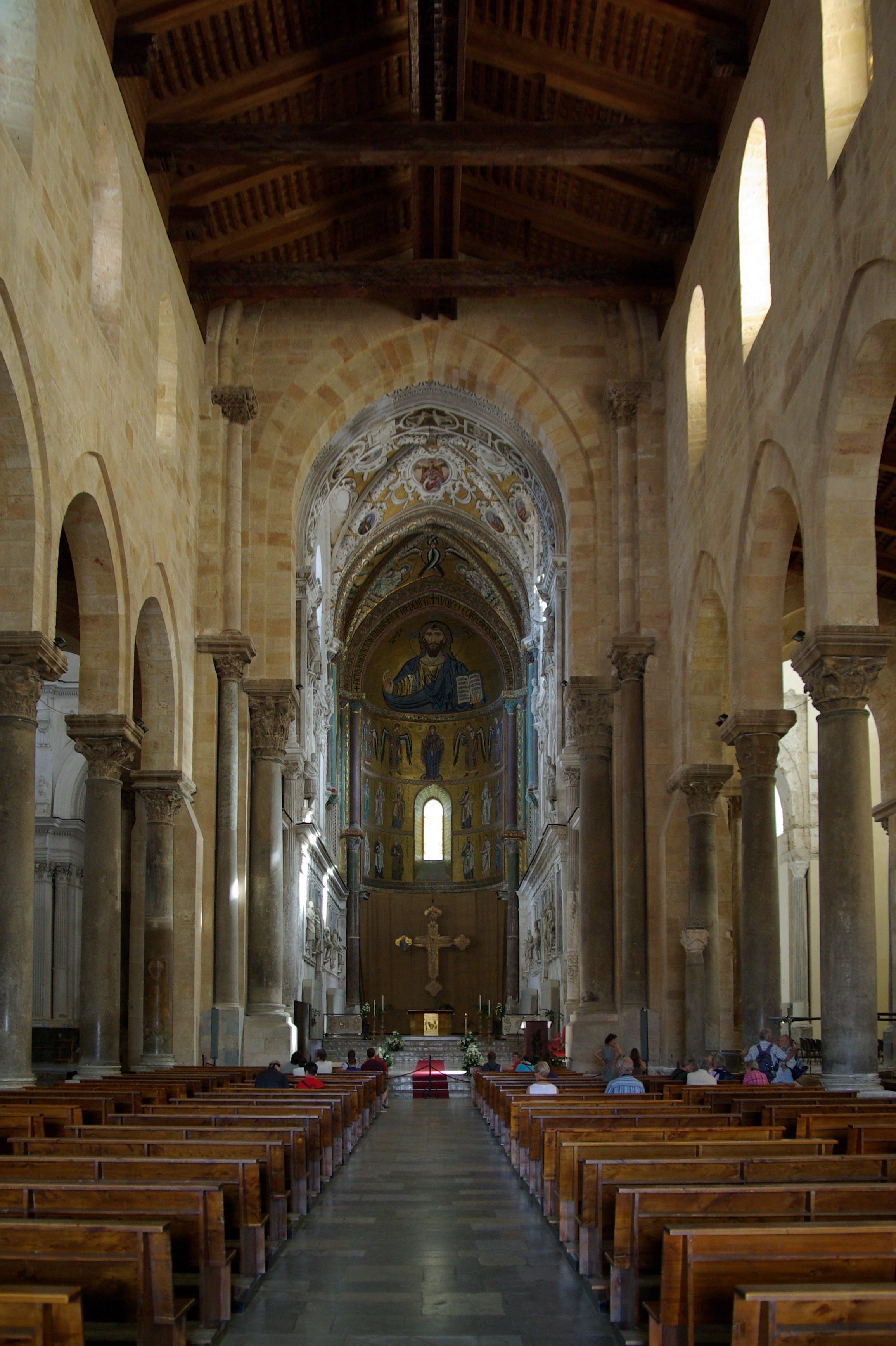
Интерьеры собора Чефалу
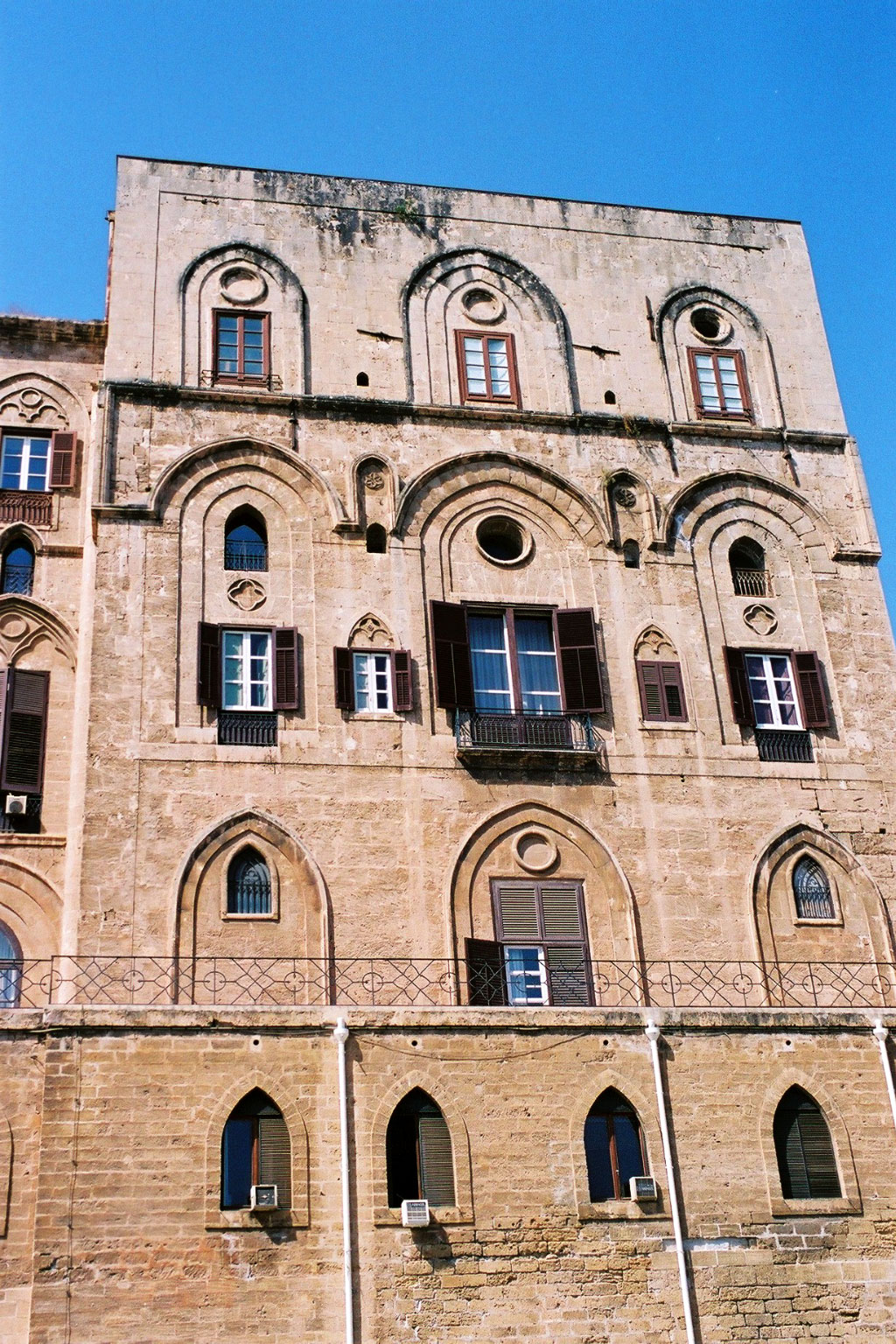
Фасад Палаццо Норманни
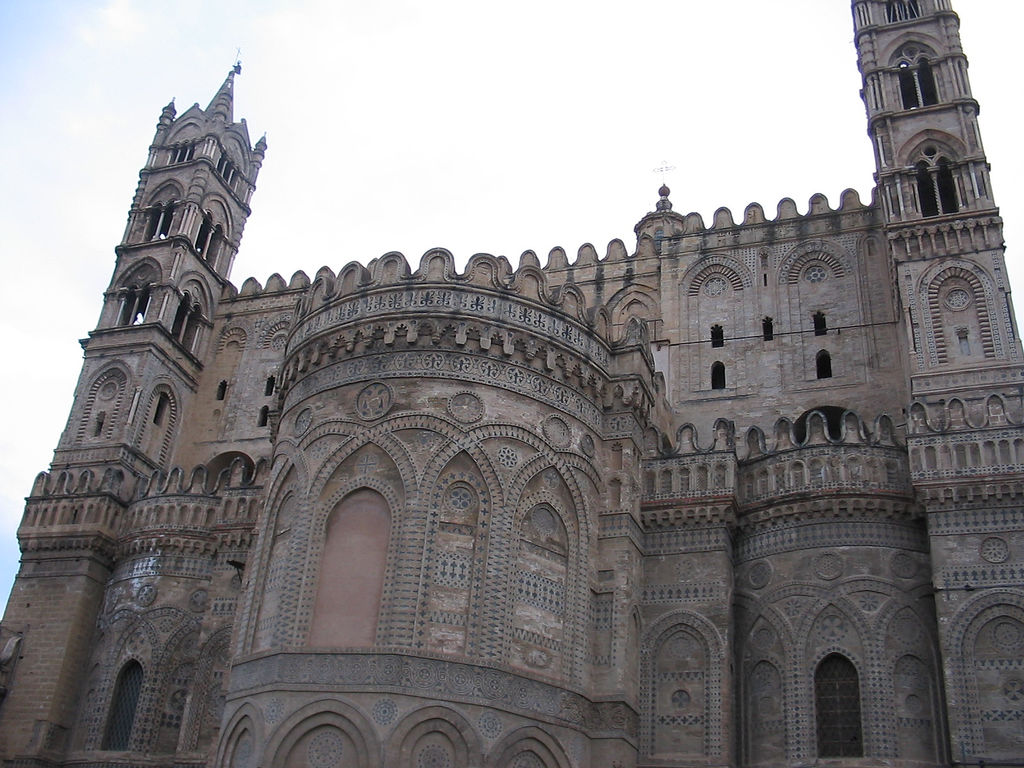
Кафедральный собор Палермо
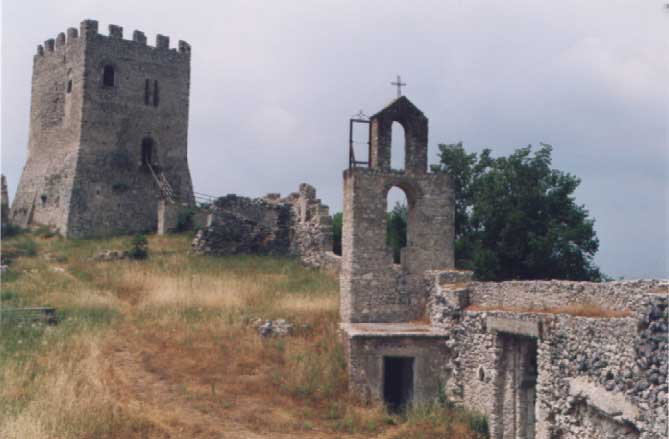
Замок в Рависканина